# Aedh

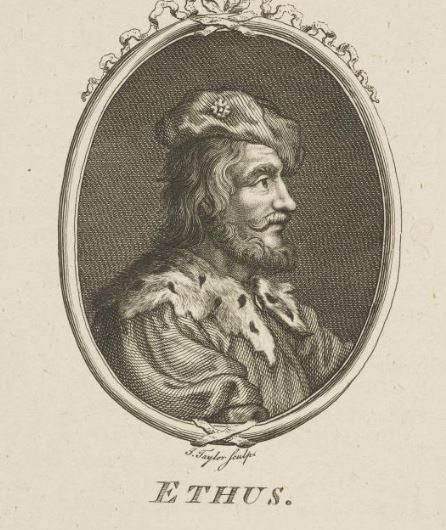
Aedh

Aedh (manchmal auch Aed oder Aoth geschrieben; latinisiert Ethus, anglisiert Hugh, * 840; † 878) war schottischer König von 877 bis 878 und folgte auf Konstantin I., seinen Bruder. Sein Vater war Kenneth I.
Er wurde kurz nach der Thronbesteigung in Strathallan (Perth and Kinross) von Giric ermordet, der sich mit Aedhs Neffen Eochaid gegen ihn verschworen hatte.
Über Aedhs Leben ist wenig bekannt. Er war verheiratet, doch die Details, wie das Datum und der Ort der Hochzeit und der Name seiner Gattin, bleiben im Dunkeln. Einer seiner Söhne, Konstantin II., war schottischer König ab 900. Ein anderer seiner Söhne, Donald mac Aed, wurde 908 König von Strathclyde.